# Stilpon corsicanus
Stilpon corsicanus är en tvåvingeart som beskrevs av Patrick Grootaert och Igor Shamshev 2003. Stilpon corsicanus ingår i släktet Stilpon och familjen puckeldansflugor. Inga underarter finns listade i Catalogue of Life.